# 뉴기니긴코반디쿠트속
뉴기니긴코반디쿠트속(Peroryctes)은 반디쿠트목에 속하는 유대류 속의 하나이다. 작거나 중간 크기의 식충성 유대류로 뉴기니섬의 토착종이다. 페로리크테스 테드포르디(Peroryctes tedfordi)와 일부 종들은 오스트레일리아에서 화석으로 발견된다.